# えにし書房
えにし書房株式会社（えにししょぼう）は、日本の出版社である。歴史分野を中心に人文社会関連、趣味、サブカルチャーなどのジャンルの書籍を刊行する。元彩流社の塚田敬幸が独立して設立した「ひとり出版社」である。

## 沿革
- 2014年6月4日 - 設立[1]
  - 同年8月6日 - 刊行事業開始[3][4]
  - 同年11月5日 - 「ぐらもくらぶシリーズ」刊行開始[3][4][5][6]

## 概要
塚田敬幸が、2014年（平成26年）6月4日に東京都千代田区九段北に設立した。塚田は、1996年（平成8年）に彩流社に入社、流通営業を10年程度経験した後に編集部に配転、編集業務のかたわら、営業部長、総務部長を歴任した人物である。編集部長に昇進した後に同社を退社、えにし書房を設立に至る。「30年、500点出版を目標」とする。同社刊行物の納品・決済はトランスビューが代行する。取次は太洋社である。
第1回の刊行物は、同年8月6日に発行した内藤陽介『朝鮮戦争 ポスタルメディアから読み解く現代コリア史の原点』、広中一成『語り継ぐ戦争 中国・シベリア・南方・本土「東三河8人の証言」』の2作である。以降、おおむね2か月に2作のペースで書籍の刊行を始めた。アーカイブ・プロデューサー、戦前レコード文化研究家の保利透が主宰するレコード・レーベル「ぐらもくらぶ」と提携し、叢書「ぐらもくらぶシリーズ」を開始、第1弾として、辻田真佐憲の単著『愛国とレコード 幻の大名古屋軍歌とアサヒ蓄音器商会』を同年11月5日に発行した。同書は「ぐらもくらぶ」が同年10月19日に発売したSPレコード音源復刻によるコンピレーション・アルバム『續・大名古屋軍歌』、ならびにそれに先行する2012年（平成24年）12月8日に発売した正篇『大名古屋軍歌』と連動するメディアミックス作である。同年12月14日には、トランスビューと提携する共和国、苦楽堂、ころからとの5社共同で毎日新聞朝刊読書面に、全5段の書籍広告を出した。
同社の公式ウェブサイトは「えにし書房発行の本の書影・書誌・内容紹介などすべての情報はご自由に利用ください」とうたっている。

## 企業データ
- 社名 : えにし書房株式会社[1]
- 所在地 :〒102-0074　千代田区九段南1-5-6-りそな九段ビル5F
- 代表取締役社長 : 塚田敬幸[1]
- 資本金 : 非公表
- ISBNの出版社記号 : 908073 [8]
- 設立 : 2014年6月4日[1]

## ビブリオグラフィ
国立国会図書館蔵書等にみる出版刊行物の一覧である。
- 『語り継ぐ戦争 中国・シベリア・南方・本土「東三河8人の証言」』、広中一成、2014年8月6日発行 ISBN 4-908073-01-5
- 『朝鮮戦争 ポスタルメディアから読み解く現代コリア史の原点』、内藤陽介、2014年8月6日発行 ISBN 4-908073-02-3
- 『破天荒坊主がゆく』、ひぐち日誠、2014年10月7日発行 ISBN 4-908073-03-1
- 『国鉄「東京機関区」に生きた 1965-1986』、滝口忠雄、2014年10月7日発行 ISBN 4-908073-04-X
- 『愛国とレコード 幻の大名古屋軍歌とアサヒ蓄音器商会』、辻田真佐憲、2014年11月5日発行 ISBN 4-908073-05-8 - ぐらもくらぶシリーズ1[5][6]
- 『丸亀ドイツ兵捕虜収容所物語』、髙橋輝和、2014年11月5日発行 ISBN 4-908073-06-6
- 『誘惑する歴史 誤用・濫用・利用の実例』 THE USES AND ABUSES OF HISTORY、マーガレット・マクミラン/真壁広道、2014年12月23日発行 ISBN 4-908073-07-4
- 『原発国民投票をしよう! 原発再稼働と憲法改正』、飯田泰士、2015年1月発行 ISBN 978-4-908073-08-3